# Жертва (фильм, 2009)
«Жертва» (хинди क़ुरबान; урду قربان‎; англ. Kurbaan; [qʊrˈbaːn]) — индийский фильм режиссёра Рензила де Сильвы, продюсером которого был Каран Джохар. Мировая премьера состоялась 20 ноября 2009 года. Главные роли сыграли Карина Капур и Саиф Али Кхан. Фильм рассказывает о попытке подпольной организации внушить страх с помощью терроризма в Соединённых Штатах.
«Жертва» был номинирован на Filmfare Awards за лучшую женскую роль и лучший мужской закадровый вокал и одновременно на The Ghanta Awards в категории «худший фильм», «худший режиссёр» и «худшая актриса».

## Сюжет
Молодая преподавательница университета Авантика Ахуджа влюбляется и выходит замуж за обаятельного мусульманина-индийца Эхсаана Кхана. Вместе они переезжают в Америку, где Авантика работает постоянно, и поселяются в мусульманском квартале. На первый взгляд жизнь молодой пары и квартала в целом благополучна, но однажды на пороге дома Авантики появляется молодая мусульманка, утверждающая, что муж намерен её убить. Через некоторое время её действительно убивают, а Авантика понимает, что их мужья — террористы, все женщины здесь — фактически пленницы, и обитатели квартала готовят грандиозный теракт в метро Нью-Йорка. Ей удаётся связаться с индийским журналистом-мусульманином Риязом, чья невеста умерла в одном из терактов, и попросить его о помощи. Однако обратиться в полицию и к спецслужбам, не добыв веских доказательств, Рияз не может. Авантике придётся ему помогать.

## В ролях
- Саиф Али Кхан — Эхсаан Кхан
- Карина Капур — Авантика Ахуджа
- Вивек Оберой — Рияз
- Кирон Кхер — Насрин
- Ом Пури — Брат Джаан

## Съёмки
Съёмки для фильма начались в ноябре 2008 года в Филадельфии и закончились в Бруклине в мае 2009 года. Затраты на фильм составили примерно 500 миллионов рупий (включая затраты на производство, печать и маркетинг).

## Музыка
Музыку к фильму написали Салим Мерчант и Сулейман Мерчант, слова песен — поэт и сценарист Прасун Джоши. Музыкальный альбом к фильму получил положительные отзывы у критиков за мелодичность и хорошо подобранные голоса исполнителей.
| №  | Название            | Исполнители                                  | Длительность |
| -- | ------------------- | -------------------------------------------- | ------------ |
| 1. | «Ali Maula»         | Салим Мерчант                                |              |
| 2. | «Ali Maula (Remix)» | Салим Мерчант                                |              |
| 3. | «Dua»               | Суквиндер Сингх, Кайлаш Кхер, Марианн д'Круз |              |
| 4. | «Kurbaan Hua»       | Вишал Дадлани                                |              |
| 5. | «Rasiya»            | Шрути Патхак                                 |              |
| 6. | «Shukran Allah»     | Сону Нигам, Шрея Гхошал, Салим Мерчант       |              |

## Отзывы критиков
Фильм получил положительные отзывы у критиков за: множество поставленных актуальных вопросов; увлекательность, драматизм, логичность развития сюжета, глубину и оригинальность; направленность на гуманизацию радикально настроенных умов и другое.
Вместе с тем критиками были отмечены и недостатки, к числу которых относятся: чрезмерный и неубедительный героизм Рияза, действующего без связи с полицией; недооценка осведомлённости и профессионализма ФБР, затянутость второй половины фильма; примитивное представление о терроризме и подготовке терактов в сочетании с неправдоподобной эстетикой в кадре.

## Прокат и кассовые сборы
Фильм стал режиссёрским дебютом Рензила де Сильвы, стартовал в прокате 20 ноября и позиционировался как триллер. Он был показан в кинотеатрах США, Великобритании и Австралии, но не имел кассового успеха в международном прокате: в трёх указанных выше странах он получил всего 3,50 кроров, то есть 35 миллионов рупий за первый уикенд. Среди причин такого положения указывались: неготовность зрителей к просмотру серьёзной / напряжённой истории, сравнительно малое количество кинотеатров, участвовавшее в кинопоказе, а также исчерпание бюджета у зрителей для покупки билетов в конце месяца.